# Amphisbaena fenestrata
Amphisbaena fenestrata is een wormhagedis uit de familie wormhagedis sensu stricto (Amphisbaenidae).

## Naam en indeling
De wetenschappelijke naam van de soort werd voor het eerst voorgesteld door Edward Drinker Cope in 1861. Oorspronkelijk werd de wetenschappelijke naam Diphalus fenestratus gebruikt en later werd de hagedis door Reinhardt en Lütken beschreven onder de naam Amphisbaena antillensis.

## Verspreiding en habitat
De soort komt voor in Puerto Rico en op de Maagdeneilanden (Tortola, Saint John, Saint Thomas). De habitat bestaat uit vochtige en vochtige tropische en subtropische bossen.

## Beschermingsstatus
Door de internationale natuurbeschermingsorganisatie IUCN is de beschermingsstatus 'bedreigd' toegewezen (Endangered of EN).